# Bad Grönenbach

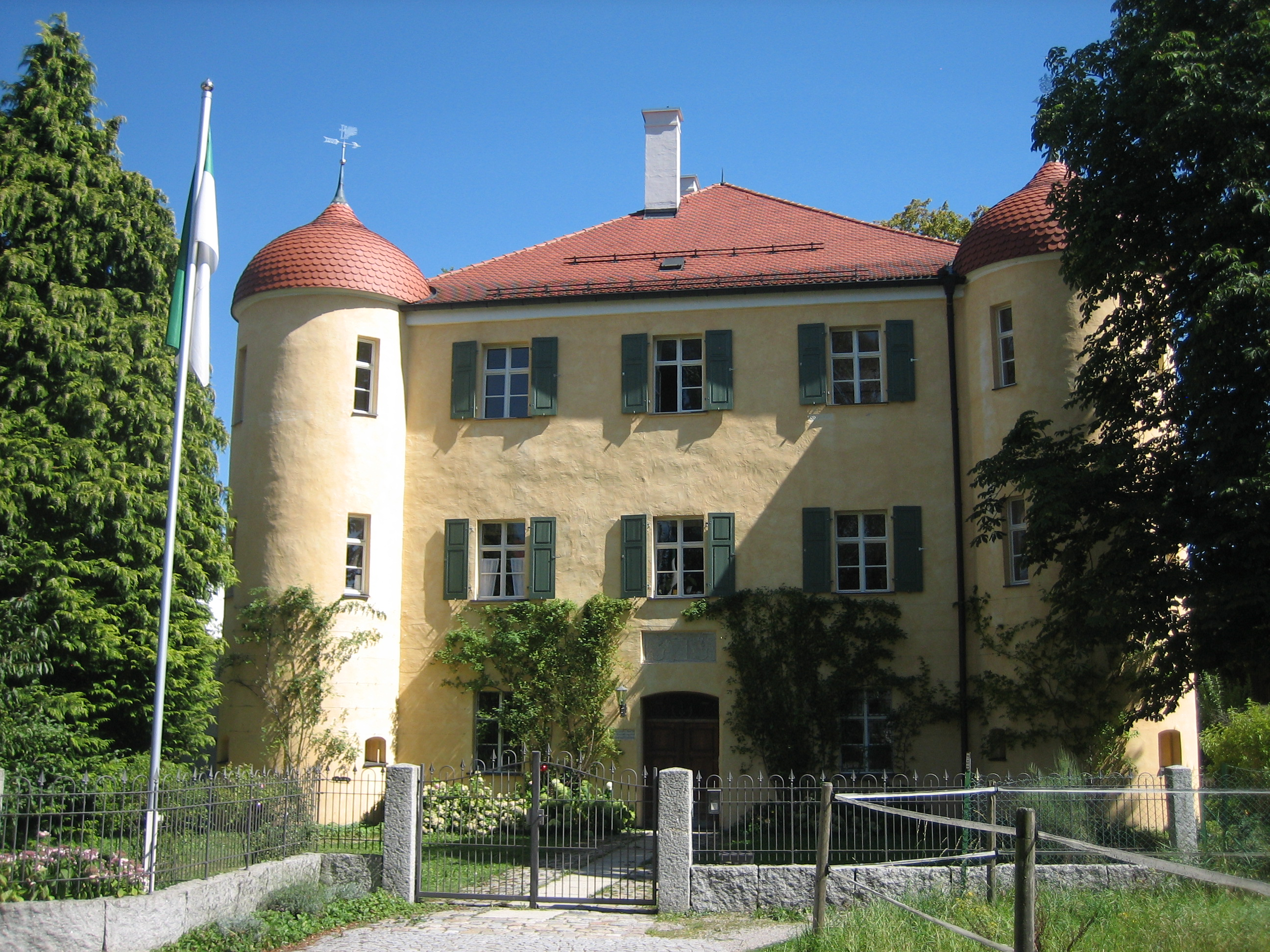
Bad Grönenbach

Bad Grönenbach este o comună-târg din districtul Unterallgäu, regiunea administrativă Schwaben, landul Bavaria, Germania.